# Åhus

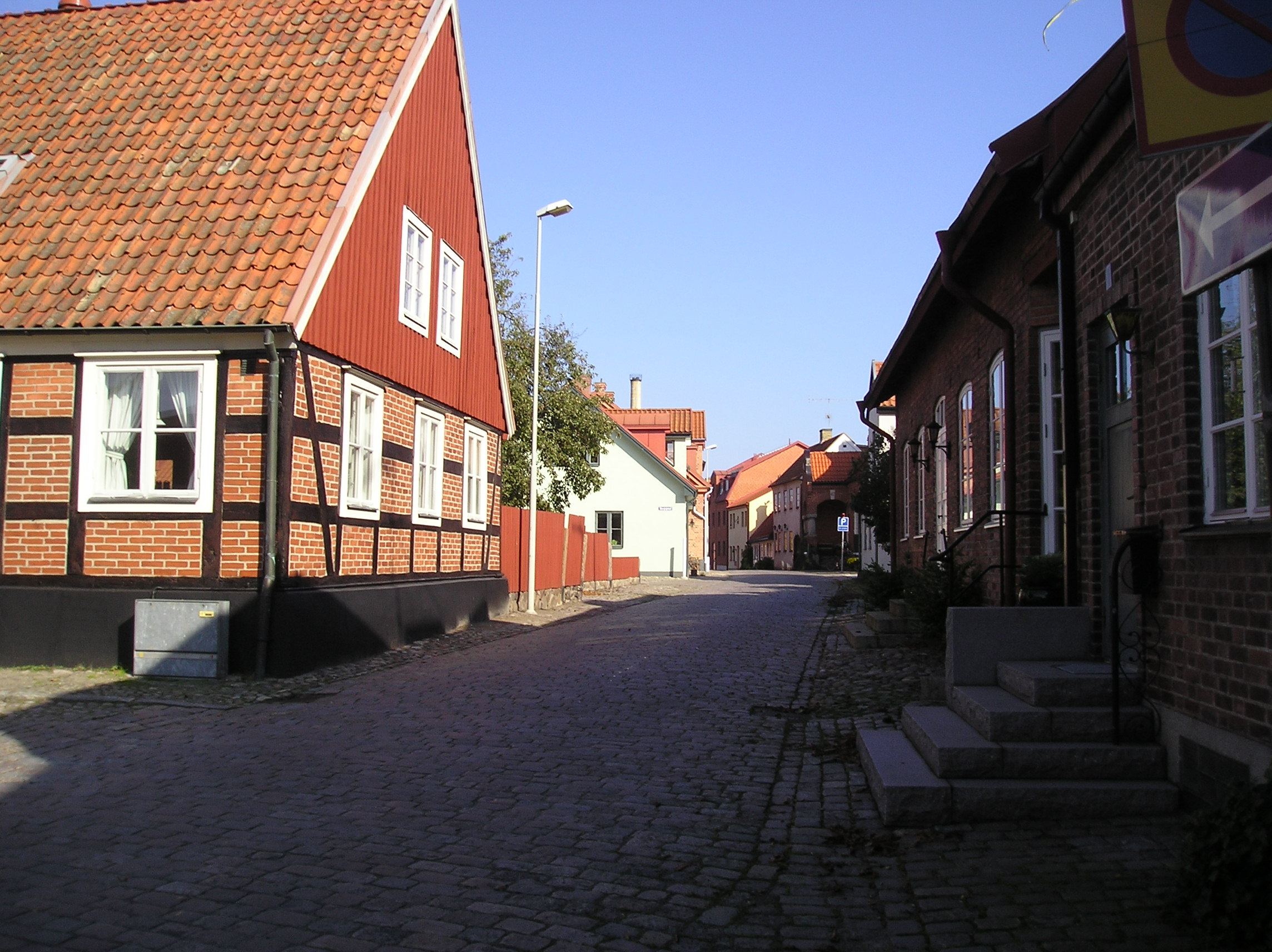
Een straat in Åhus

Åhus (Deens: Aahus) is een plaats in de gemeente Kristianstad in Skåne (Schonen), de zuidelijkste regio van Zweden. De rivier de Helge å mondt er uit in de Hanöbukten. In de winter wonen er 9.423 mensen (2010), maar in de zomer is het inwoneraantal zeker drie keer zo hoog, vooral door toeristen die de verleiding zoeken van de stranden en de natuur van de Helge å en Hanöbukten. Åhus is ook beroemd als gastheer van een van de grootste handbaltoernooien ter wereld met ca. 20.000 deelnemers.

## Geschiedenis
De geschiedenis van Åhus gaat terug tot de ijzertijd en Vikingtijd, toen daar een handelsplaats van betekenis lag, enigszins meer stroomopwaarts van het huidige dorp. Åhus heette in het begin Aos (1296). De naam betekent "riviermonding". De latere naam Åhus wordt verklaard door een klein kasteel waarvan aan de monding van de rivier resten zijn teruggevonden. Een kasteel kan een 'huis' genoemd worden (volgens Glimmingehus). Aangenomen wordt dat het eerst Aosa hus heette, wat later tot Åhus werd verbasterd. Mogelijk heeft deze verandering met Duitse invloeden te maken.
In de twaalfde eeuw werd het kasteel gebouwd aan de monding van de rivier, waarschijnlijk voor de Aartsbisschop Eskil van Lund. Het kreeg de naam Aose-hus, toen het dorp nog Aos genoemd werd. De bloeitijd beleefde Åhus in de 13e en 14e eeuw, toen de stad onder het aartsbisdom Lund viel. Onder andere werd er een ringmuur rond de stad gebouwd, waarvan de resten tot de best bewaarde overblijfselen van een middeleeuwse muur in Zweden behoren. De oudste (erkende) stadsrechten dateren uit 1326, maar volgens de tradities van de stad rekent men met een stichtingsdatum van 1149, toen Aartsbisschop Eskil het in leen kreeg. De stad verloor haar stadsrechten in 1617. Deze werden aan Kristianstad overgedragen.
In het midden van het dorp Åhus, aan de haven, ligt de stokerij waar het wereldberoemde merk Absolut Vodka vandaan komt.
Åhus is ook het centrum van de beroemde Zweedse palingfeesten (ålagille), waar mensen samenkomen in augustus en september om paling te eten. Er wordt schnaps bij gedronken, meestal de beroemde lokale Absolut Vodka. In 1950 werd in Åhus een ijsfabriek gebouwd waar jarenlang het merk Åhus Glass ("Åhus IJs") werd geproduceerd. Het bedrijf is thans verkocht en het merk gaat nu verder onder de naam Ingeman Glass. In Åhus is ook het bekende trendy meubeldesign Blå Station gehuisvest. Andere bezoekwaardige bedrijven in Åhus zijn de lokale kristalfabriek en glasblazerij, de palingrokerijen, de tabakstelerij en een bakkerij die de beste bakker van Skåne wordt genoemd.
In 2011 vond in het nabijgelegen dorp Rinkaby de jaarlijkse World Scout Meeting plaats, ook wel bekend als de Jamboree.

## Verkeer en vervoer
Bij de plaats loopt de Länsväg 118 en aan de westzijde heeft ze een haven aan de Oostzee.
De plaats had vroeger een station aan de Östra Skånes Järnvägar.